# Czonhar
Czonhar (ukr. Чонгар) – wieś w rejonie geniczeskim obwodu chersońskiego Ukrainy.
Znajduje się na Półwyspie Czonharskim. Liczy około 1400 osób.

## Historia

### Etymologia
Utrzymuje się, że nazwa miejscowości wywodzi się od Półwyspu Czonharskiego, który to zawdzięcza swoją nazwę osmańskiemu kadyłykowi czonharskiemu. W języku krymskotatarskim również jest nazwa Çoñğar, przy czym do dziś nie ustalono jasnej interpretacji tej nazwy.

### Kalendarium
- 1929 – utworzenie komórki Komunistycznej Partii Ukrainy[3]
- 1931 – utworzenie oddziału Komsomołu[3]
- 1944 – zdobycie Czonharu przez Armię Czerwoną[4]
- lata 50. – przywrócenie nazwy wsi z Sotzput na Czonhar[5]
- 1960 – przeniesienie siedziby gminy z Mykołajiwki do Czonharu[5]
- 2006 – otrzymanie odznaczenia Chersońskiej ODA jako jednej z najlepszych miejscowości w regionie w zakresie poprawy krajobrazu, zazieleniania, zapewnienia odpowiedniej sanitacji i porządku publicznego[6]
- 2008 – otwarcie Krymskiego Centrum Informacji Turystycznej[7]

### Wojna rosyjsko-ukraińska (od 2014)

#### Punkt kontrolny
7 marca 2014 roku wieś znalazła się w strefie buforowej między wojskami rosyjskimi z okupowanego Krymu a ukraińskimi z obwodu chersońskiego. Rosja wysłała 9 transporterów opancerzonych w stronę miejscowości. Przedpola Czonharu zaminowało wojsko rosyjskie. Również przejęto część własności prywatnej, głównie hotel Czonhar w okolicach mostu. Z innego punktu widzenia, właścicielem tego hotelu był wówczas były szef rejonowej administracji Sejtumer Nimetullajew z ramienia prokremlowskiej Partii Regionów, który to na polecenie udał się na Krym i z własnej inicjatywy umieścił w hotelu rosyjskich żołnierzy.
Mieszkańcy wsi w geście protestu przeciwko obecności armii rosyjskiej wywiesili w całej miejscowości flagi Ukrainy. Jeden z rosyjskich pojazdów, który próbował wkroczyć na teren wsi, został skierowany natychmiast w kierunku punktu kontrolnego. Na prośbę mieszkańców w Czonharze ukraińscy pogranicznicy utworzyli dodatkowy punkt kontrolny w okolicy wsi, by zapewnić większe bezpieczeństwo mieszkańcom. Również powstało centrum migracji dla osób, które chcą opuścić Krym. Punkt kontrolny powstał na trasie z Charkowa do Symferopola, gdzie powstały wielokilometrowe kolejki, co utrudniło wjazd do wsi. Okoliczni mieszkańcy mogą ominąć tę kolejkę jedynie po okazaniu dokumentów z miejscowym zarejestrowaniem.
Pod koniec marca 2014 roku Ukraina przeniosła główne siły z punktu kontrolnego w Sałkowem do nowego punktu na południe od Czonharu. Uzasadnia to fakt, iż zdarzały się sytuacje, kiedy to przejeżdżano przez punkt rosyjski i omijano ukraiński innymi drogami. Nowy ukraiński punkt kontrolny utworzono naprzeciw rosyjskiego, a wokół tegoż punktu rozpoczęto montaż barier inżynieryjnych utrudniających jego ominięcie. Tymczasem Rosja ograniczyła liczebność personelu na swoim punkcie kontrolnym, pozostawiając głównie pracowników dawnej jednostki milicyjnej Berkut i robotników.

#### Czonharska wieża telewizyjna
W związku z okupacją Półwyspu Krymskiego, w listopadzie 2016 roku we wsi rozpoczęto budowę nadajnika radiowo-telewizyjnego. Celem budowy było przekazywanie naziemnych emisji RTV na okupowany przez Rosję Krym. Wstępne emisje pojawiły się jeszcze przed rozpoczęciem budowy - z pobliskiego nadajnika przy ul. 50-lecia Żowtnia 26 maja uruchomiono emisję Programu 1. Ukraińskiego Radia na częstotliwości 101,4 MHz, o mocy 1 kW. Pod koniec sierpnia również uruchomiono państwowe Radio Promiń (105,9 MHz) .
Z wieży emitowane są następujące emisje radiowe:
- radio FM:
  - 100,7 MHz – UR-1 / Radio Ukraine International – 5 kW
  - 101,4 MHz – Radio Meydan – 5 kW
  - 103,0 MHz – Armija FM – 1 kW
  - 105,9 MHz – Radio Wolna Europa – 5 kW
  - 107,8 MHz – Lux FM – 0,3 kW
- telewizja DVB-T2:
  - 50 UHF – multipleks lokalny (Krym, Priamyj, 1+1, 2+2, ictv, Telewizja Czarnomorska)  – 1 kW
  - 51 UHF – MUX 7 (UT-1, Kultura, Krym, UA:Chersoń, STB, DOM, planowana Rada) – 1 kW
- telewizja analogowa:
  - 8 VHF – DOM – 1 kW – przeniesienie z Krasnoperekopska
  - 12 VHF – UT-1 – 1 kW – przeniesienie z Krasnoperekopska
  - 28 UHF – Krym – 1 kW

Promień odbioru stacji radiowych z Czonharu wynosi 80, a nawet i do 120-130 kilometrów, obejmując m.in. Symferopol czy Eupatorię, a także Melitopol w obwodzie zaporoskim. Zasięg odbioru sygnałów telewizyjnych wynosi od 50 do 60 km. Sama wieża jest położona na wysokości 150 metrów, planowane jest podwyższenie do 200 metrów. Wysokość wieży nad poziomem morza wynosi 6,7 m n. p. m.. Stacje z Czonharu odbierane są głównie na północy Krymu, tzn. w rejonach dżankojskim i krasnoperekopskim. Według władz Ukrainy, w zasięgu tychże emisji jest przynajmniej 200 tys. Krymczan.
W odwecie Rosjanie uruchomili zagłuszarki. W Dżankoju ukraińską Jedynkę zakłóca Radio Sputnik, Armiję FM – Super Radio, Krym.Realli – Radio Morie, natomiast w Krasnoperekopsku Radio Krym zakłóca Radio Meydan, a w Słonym Jeziorze (powiat dżankojski) – prorosyjskie krymskotatarskie radio Watan Sedasy.

#### Inwazja Rosji na Ukrainę (2022)
W przeddzień rozpoczęcia inwazji rosyjscy okupanci zamknęli punkt kontrolny w Czonharze na wjazdy i wyjazdy dla obywateli Ukrainy.

## Ludność
Struktura językowa:
- 59,33% – ukraiński
- 35,15% – rosyjski
- 4,47% – ormiański
- 0,35% – białoruski
- 0,07% – mołdawski
- 0,63% – pozostałe[19]